# Vicki Lawrence
Vicki Lawrence (nazwisko panieńskie: Vicki Ann Axelrad; ur. 26 marca 1949 w Inglewood, w Kalifornii) – amerykańska aktorka i piosenkarka.

## Filmografia

### Filmy
- 1970 The Carol Burnett Show w Londynie
- 1976 Mając dzieci (Having Babies) jako Grace Fontreil
- 1979 Carol Burnett & Company
- 1980 Katmandu
- 1981 Mean Jeans
- 1982 Eunice jako Thelma 'Mama' Harper
- 1985 Anything for Love jako Elaine Monty
- 1991 The Carol Burnett Show
- 1994 Hart to Hart: Old Friends Never Die jako Nora Kingsley
- 1998 Nunsens Jamboree
- 1998 Elvis is Alive! I Swear I Saw Him Eating Ding Dongs Outside the Piggly Wiggly's
- 2007 Larry the Cable Guy’s Christmas Spectacular jako Mama

### Seriale
- 1967–1978 The Carol Burnett Show
- 1978 The Eddie Capra Mysteries
- 1979 Supertrain jako Karen Price
- 1982 Fantasy Island
- 1979–1983 Laverne & Shirley jako sierżant Alvina T. Plout
- 1985 Napisała: Morderstwo (Murder, She Wrote)
- 1978–1986 Statek miłości (The Love Boat)
- 1983–1990 Mama's Family jako Thelma 'Mama' Crawley Harper
- 1991 Tata Major (Major Dad) jako Pookie Pond
- 1993 Roseanne jako Phyllis Zimmer
- 1995 Amerykańska dziewczyna (All-American Girl) jako Phone Lady
- 1995 Prawo Burke’a (Burke’s Law) jako Felicia Harper
- 1996 Diagnoza morderstwo (Diagnosis Murder) jako Kitti Lynn Mastings
- 1998 The Love Boat: The Next Wave jako Kate Granville
- 1999 Ally McBeal jako Dana
- 2001–2005 Tak, kochanie (Yes, Dear) jako Natalie Warner
- 2006–2011 Hannah Montana jako babcia Stewart

### Dubbing
- 2004 Hermie i Przyjaciele (Hermie & Friends) jako Flo, kłamliwa mucha
- 2004 Hermie i Przyjaciele: Flo, kłamliwa mucha (Haermie & Friends: Flo Lyin' Fly) jako Flo
- 2004 Hermie i Przyjaciele: Webster, straszliwy pająk (Hermie & Friends: Webster Scaredy Spider) jako Flo
- 2006 Lis i Pies 2 jako Ciotka Zocha
- 2008 Hermie i Przyjaciele: Hermie i Wielkie Morza (Hermie & Friends: Hermie and the High Seas) jako Flo
- 2009 Hermie i Przyjaciele: Flo przedstawia dzieło Buzz'a (Hermie & Friends: The Flo Show Creats a Buzz) jako Flo

## Dyskografia

### Albumy
- The Night the Lights Went Out in Georgia (1973)
- Ships in the Night (1974)
- Newborn Woman (1979)
- The Peter North Story (1990)

### Single
| Rok                                 | Piosenka                                       | Pozycja w notowaniach | Pozycja w notowaniach | Pozycja w notowaniach | Pozycja w notowaniach | Pozycja w notowaniach | Pozycja w notowaniach | Album                                    |
| Rok                                 | Piosenka                                       | US                    | US AC                 | US Country            | CAN                   | CAN AC                | CAN Country           | Album                                    |
| ----------------------------------- | ---------------------------------------------- | --------------------- | --------------------- | --------------------- | --------------------- | --------------------- | --------------------- | ---------------------------------------- |
| 1969                                | „And I'll Go”                                  | –                     | –                     | –                     | –                     | –                     | –                     | single                                   |
| 1970                                | „No, No”                                       | –                     | –                     | –                     | –                     | –                     | –                     | single                                   |
| 1973                                | „The Night the Lights Went Out in Georgia”     | 1                     | 6                     | 36                    | 1                     | 2                     | 25                    | The Night the Lights Went Out in Georgia |
| 1973                                | „He Did with Me”                               | 75                    | –                     | –                     | 42                    | 16                    | –                     | The Night the Lights Went Out in Georgia |
| 1974                                | „Ships in the Night”                           | –                     | –                     | –                     | –                     | –                     | –                     | Ships in the Night                       |
| 1974                                | „Mama's Gonna Make it All Better”              | –                     | –                     | –                     | –                     | –                     | –                     | Ships in the Night                       |
| 1974                                | „Old Home Movies”                              | –                     | –                     | –                     | –                     | –                     | –                     | single                                   |
| 1975                                | „The Other Woman”                              | 81                    | –                     | –                     | –                     | –                     | –                     | single                                   |
| 1976                                | „There’s a Gun Still Smokin' in Nashville”     | –                     | –                     | –                     | –                     | –                     | –                     | single                                   |
| 1976                                | „The Other Man I've Been Slipping Around With” | –                     | –                     | –                     | –                     | –                     | –                     | single                                   |
| 1977                                | „Hollywood Seven”                              | –                     | –                     | –                     | –                     | –                     | –                     | single                                   |
| 1979                                | „Don’t Stop the Music”                         | –                     | –                     | –                     | –                     | –                     | –                     | Newborn Woman                            |
| 1979                                | „Your Lies”                                    | –                     | –                     | –                     | –                     | –                     | –                     | Newborn Woman                            |
| „–” nie znalazły się w notowaniach. |                                                |                       |                       |                       |                       |                       |                       |                                          |